# Drapeau True South

Drapeau True South

Le drapeau True South (en français : « Vrai Sud ») a été conçu par Evan Townsend à l'hiver 2018 sur le continent de l'Antarctique. La première version a été faite à partir de restes de tentes en toile et de sac à dos.

## Signification
Les bandes horizontales bleu marine et blanches représentent les longues journées et nuits à l'extrême latitude de l'Antarctique. Au centre, un pic blanc solitaire jaillit d'un champ de neige et de glace, faisant écho à ceux des icebergs, des montagnes et des crêtes de pression qui définissent l'horizon antarctique. La longue ombre qu'il projette forme la forme indubitable d'une flèche de boussole pointée vers le sud. Ensemble, les deux formes centrales créent un diamant, symbolisant l'espoir que l'Antarctique continuera d'être un centre de paix, de découverte et de coopération pour les générations à venir.

## Construction

### Dimensions

#### Durabilité
Le rapport 3:5 laisse l'emblème central intact plus longtemps dans les vents antarctiques que le rapport 2:3 plus courant.

### Couleurs
| Couleur | ● Bleu        | ● Blanc       |
| ------- | ------------- | ------------- |
| HTML    | #1b2f4c       | #ffffff       |
| RVB     | 27, 47, 76    | 255, 255, 255 |
| Pantone | 2767 C        | 11-0601 TCX   |
| CMJN    | 64, 38, 0, 70 | 0, 0, 0, 0    |

#### Neutralité
En raison de la présence internationale en Antarctique, le drapeau ne doit être perçu comme favorisant aucune partie. True South présente une conception distincte et une nuance de bleu unique parmi les drapeaux nationaux.

#### Visibilité
Contrairement à d'autres propositions de drapeau de l'Antarctique qui utilisaient des couleurs vives, True South reflète les couleurs du continent tout en s'appuyant sur un contraste fort et de grands blocs de couleur pour une visibilité maximale dans les tempêtes de neige blanches ou les nuits polaires sombres.

## Nom
Au sens littéral, une direction est « vraie » (« true » en anglais) si elle mène vers les pôles géographiques de la Terre plutôt que vers ses pôles magnétiques. Dans certaines langues, le nord géographique est également utilisé au sens figuré pour désigner les valeurs et les objectifs par lesquels une personne peut s'orienter et orienter ses décisions. Le nom de True South est une adaptation de cet idiome car il est censé représenter ces principes directeurs pour la communauté antarctique mondiale.

## Ressemblance avec le drapeau du Groenland

Drapeau du Groenland

La conception du drapeau avec les couleurs du losange inversées par rapport aux bandes bleue et blanche en arrière plan serait une référence au drapeau du Groenland.